# Malvastrum amblyphyllum
Malvastrum amblyphyllum là một loài thực vật có hoa trong họ Cẩm quỳ. Loài này được R.E. Fr. mô tả khoa học đầu tiên năm 1906.